# 1667년 콘클라베

사도좌 공석 상태에 있는 동안에 사용되는 성좌의 문장

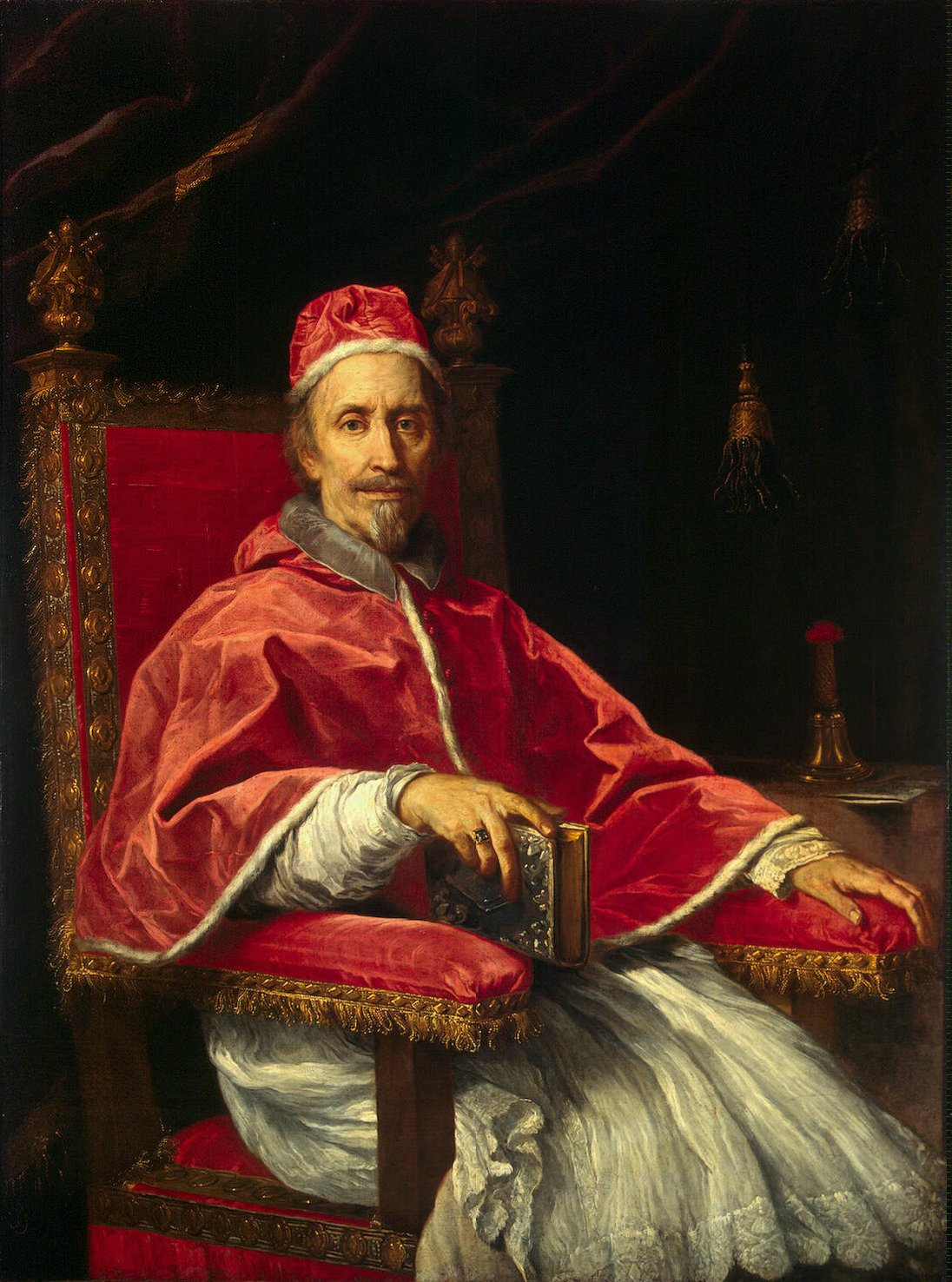
교황 선출자 클레멘스 9세 (줄리오 로스필리오시)

1667년 콘클라베는 제238대 교황을 선출하기 위해 진행된 콘클라베이다. 제237대 교황 알렉산데르 7세가 1667년 5월 22일에 선종한 이후에 새 교황을 선출하기 위해 진행된 선거이다.
1667년 6월 2일부터 6월 20일까지 투표가 진행되었으며 60명의 추기경이 투표에 참가하였다. 줄리오 로스필리오시 추기경이 새 교황으로 선출되었으며 교황 이름은 클레멘스 9세로 명명되었다.

## 추기경단
- 투표에 참가한 추기경: 60명
- 불참: 4명

## 주요 인사
- 수석 추기경: 프란체스코 바르베리니
- 보조 추기경: 마르치오 지네티